# Grande Loge unie de France
La Grande Loge unie de France (GLUF) est une obédience maçonnique créée à Paris le 4 septembre 1994, par des francs-maçons issus du Grand Orient de France (GODF) et de la Grande Loge nationale française (GLNF).

## Présentation
En 1994 des francs-maçons issus du Grand Orient de France créent la Grande Loge unie de France. Celle-ci affirme être une franc-maçonnerie d’inspiration traditionnelle,. L’obédience devient mixte en 1997 et autorise l’initiation des femmes. Toutefois, celles-ci ne peuvent toujours pas adhérer aux loges qui pratiquent le Rite écossais rectifié (RER) en raison des constitutions et des particularités chrétiennes et chevaleresques de ce régime pensé, et voulu par Jean-Baptiste Willermoz à Lyon en 1778. La Grande Loge unie de France est présente en France, en Europe, en Afrique, dans l’océan Indien et dans la Caraïbe. Elle est citée parmi plusieurs obédiences françaises, européennes et internationales comme obédience maçonnique  Par ailleurs, ses membres sont autorisés à participer aux travaux de l’« alliance fraternelle » (forum inter-obédientiel de référence ouvert aux obédiences francophones reconnues par leurs filiations traditionnelles et leur notoriété). L’obédience ne communique pas sur ses effectifs, ils seraient en 2007 de l’ordre de 150 membres selon les sources maçonniques et encyclopédiques. Quelques sources affirment qu’elle avoisine les 2000 membres du fait de sa politique d’extension extra-territoriale en Afrique et dans la Caraïbe, d'autres lui reconnaissent 250 membres L'obédience adhère à la Confédération internationale des puissances maçonniques et entretient de fortes amitiés avec la Grande Loge mixte française de Memphis-Misraim.

## Les rites pratiqués
La Grande Loge unie de France administre en son sein des loges exclusivement masculines, féminines et des loges mixtes. Elle propose à ses membres la pratique de six rites de tradition hérités de la maçonnerie spéculative du XVIIIe siècle.[réf. nécessaire]
- Le Rite écossais ancien et accepté
- Le Rite français
- Le Rite écossais rectifié
- Le Rit Ancien (de la Grande Loge unie de France)
- Le Rite émulation
- Le Rite d'York